# Front Ojczyźniany (Bułgaria)

Front Ojczyźniany (bułg. Отечествен фронт) – koalicja lewicowych partii politycznych utworzona w Bułgarii podczas II wojny światowej. Podstawowym celem Frontu było wycofanie Bułgarii z tzw. paktu trzech i przystąpienie do wojny po stronie koalicji antyhitlerowskiej oraz likwidacja monarchii w kraju. Dominującą rolę w koalicji, która po zakończeniu wojny sprawowała władzę w Ludowej Republice Bułgarii, odgrywali komuniści z Bułgarskiej Partii Komunistycznej (do 1948 pod nazwą Bułgarska Partia Robotnicza).

## Historia
Za genezę Frontu Ojczyźnianego uznaje się odezwę wystosowaną 17 lipca 1942 przez Georgiego Dimitrowa za pośrednictwem nielegalnej rozgłośni radiowej „Christo Botew”. Dimitrow ogłosił w niej program utworzenia koalicji, której celem miało być obalenie „monarchistyczno-faszystowkiego” rządu Bułgarii, wystąpienie kraju z grupy Państw Osi i przystąpienie do wojny po stronie aliantów. Inicjatorem budowy Frontu była Bułgarska Partia Robotnicza, oprócz niej w skład koalicji weszli:
- Koło Polityczne „Zweno”, na czele którego stał Kimon Georgiew,
- frakcja Bułgarskiego Ludowego Związku Chłopskiego nazywana „Pładne” (bułg. БЗНС Пладне), na czele z Nikołem Petkowem,
- frakcja Bułgarskiej Robotniczej Partii Socjaldemokratycznej – tzw. „szerocy socjaliści” (bułg. БРСДП широки социалисти) na czele z Grigorem Czeszmedżijewem,
- Związek Kooperacji (bułg. Съюз на кооперациите) i Związek Czytelni Ludowych (bułg. Съюз на народните читалища) którym przewodził Petyr Mynzełow,
- Dimo Kazasow – niezależny.

9 września 1944 aktywiści i bojówkarze Frontu Ojczyźnianego, wspierani przez regularne oddziały wojskowe, które przeszły na ich stronę, dokonali przewrotu w kraju i przejęli władzę. Koalicja sformowała rząd, do którego weszło po czterech przedstawicieli Bułgarskiego Ludowego Związku Chłopskiego i Bułgarskiej Partii Robotniczej, po dwóch przedstawicieli Bułgarskiej Robotniczej Partii Socjaldemokratycznej i Koła Politycznego „Zweno” oraz dwóch działaczy niezależnych. Premierem został Kimon Georgiew. Rząd Georgijewa podpisał rozejm ze Związkiem Radzieckim i przystąpił do wojny przeciwko nazistowskim Niemcom.
Jesienią 1945 przeprowadzono pierwsze powojenne wybory do Zgromadzenia Narodowego, które zakończyły się zwycięstwem Frontu Ojczyźnianego. Na czele nowego rządu ponownie stanął Georgijew. 15 września 1946 rząd rozpisał referendum na temat likwidacji monarchii i wprowadzenia ustroju republikańskiego. W głosowaniu naród bułgarski opowiedział się za propozycją zmiany ustrojowej. W celu uchwalenia nowej konstytucji w 1947 przeprowadzono wybory do Wielkiego Zgromadzenia Narodowego, w których kandydaci Frontu Ojczyźnianego zdobyli ponad 70% mandatów i utworzyli swój trzeci rząd, którego premierem został Georgi Dimitrow. Po połączeniu w tym samym roku Bułgarskiej Robotniczej Partii Socjaldemokratycznej i Koła Politycznego „Zweno” z Bułgarską Partią Robotniczą (komuniści), Front Ojczyźniany istniał w ciągu następnych dziesięcioleci jako koalicja między BPK i Bułgarskim Ludowym Związkiem Chłopskim. Ponieważ dominującą rolę odgrywali w niej komuniści, dla określenia rządów sprawowanych przez Front używa się określenia system jednopartyjny.
W 1989 działacze Frontu uczestniczyli w rozmowach z opozycją przy tzw. Okrągłym Stole. Po przemianach ustrojowych w Bułgarii na początku lat 90. Front Ojczyźniany przemianował się na Związek Ojczyźniany (bułg. Отечествен съюз) i przyjął status organizacji pozarządowej. Ze Związku wywodzi się m.in. Ginio Ganew, sprawujący w latach 2005-2010 funkcję Ombudsmana Republiki Bułgarii. Od 2005 funkcję prezesa sprawuje Simeon Simeonow.